# The Librarian 3 - La maledizione del calice di Giuda
The Librarian 3 - La maledizione del calice di Giuda (The Librarian: Curse of the Judas Chalice) è un film per la televisione del 2008, terzo capitolo della serie The Librarian.

## Trama
Il bibliotecario Flynn Carsen è in Inghilterra a fare un'offerta per un vaso Ming di inestimabile valore per la Biblioteca. È contemporaneamente al telefono con Charlene e con la sua ragazza, Katie, che è allo stremo. Frenetico e distratto, offre 1 milione di sterline e perde Katie. Firma per il vaso e prontamente lo rompe, rivelando la pietra filosofale, un antico manufatto che può trasforma in oro tutto ciò che tocca. Flynn difende abilmente la pietra e corre incontro a Katie: è volata a casa.
Nel frattempo, sui Carpazi, un gruppo di ex agenti del KGB guidati da Sergei Kubichek trama per riportare in vita la defunta Unione Sovietica resuscitando il famoso vampiro, il principe Vlad Dracula, usando il "Calice di Giuda". A Bucarest rapiscono il professor Lazlo, un geniale storico con un debole per la tradizione dei vampiri che ha cercato il calice per anni. L'anziano professore disabile si unisce a loro controvoglia e li indirizza a New Orleans.
In Biblioteca, Charlene rimprovera Flynn per aver superato il budget. In combinazione con la perdita di Katie, questa è l'ultima goccia: ha un vero e proprio crollo. Judson, Charlene e la spada Excalibur (il suo migliore amico) suggeriscono a Flynn di prendersi una vacanza. Charlene si chiede se tornerà e Judson risponde che la Biblioteca ha dei piani per lui.
Charlene passa dall'appartamento di Flynn dopo la sua combinazione di appuntamenti veloci e degustazione di vini per dargli alcuni opuscoli di viaggio e consigli: "Segui i tuoi sogni". Quella notte, gli strani sogni di Flynn lo portano a New Orleans. Lì incontra Andrew (pronunciato André), una guida. In una chiesa trasformata in discoteca, incontra la cantante Simone Renoir, la donna dei suoi sogni. Fa la guardia al primo indizio per localizzare il Calice di Giuda. Dopo essere sfuggiti per un pelo agli uomini di Kubichek, Flynn e Simone fanno il giro della città e trascorrono la notte insieme.
Al mattino, Flynn ha un incontro magico con Judson, il quale spiega che il Calice di Giuda è la versione vampirica del Santo Graal, formato dai 30 pezzi d'argento dati a Giuda Iscariota dopo aver tradito Gesù Cristo, e che può riportare in vita i vampiri morti e amplificare i poteri di un vampiro vivente. Judson dice a Flynn di intercettare il calice e gli fornisce informazioni cruciali sul picchettamento dei vampiri: il palo deve essere di legno di pioppo perché Giuda, il primo vampiro, si è impiccato a un pioppo.
Flynn decifra gli indizi sul medaglione contente il primo indizio. Andrew lo porta alla tomba di Marie Laveau, la " regina vudù " di New Orleans, dove scopre il secondo segno, solo per essere afferrato dagli uomini di Kubichek. Kubichek presenta il professor Lazlo. Ivan, il braccio destro di Kubicheck, avvelenano Flynn con un allucinogeno in modo da poter inscenare un incidente. Prima che entri in azione, Flynn sfugge ai suoi legami. Lui e il professor Lazlo, lavorando in una sincronia quasi perfetta, ne decifrano gli indizi. È una lente con una mappa incisa su di essa. Il professore dice a Flynn di scappare. Fugge attraverso un carnevale in stile festa di strada finché gli uomini di Kubichek non lo mettono all'angolo. Simone attacca gli scagnozzi, trasformandosi in nebbia ed esercitando una forza disumana fino a quando uno la colpisce al petto con un fucile. Flynn provoca un incendio di gas, dandogli il tempo di portare fuori il cadavere di Simone. Flynn è addolorato, finché la donna non si alza.
Sviene e si sveglia a casa di Simone. La donna è in realtà una vampira e racconta a Flynn la sua storia: ella era nata a Parigi nel 1603. Era stata una promettente cantante d'opera, profondamente innamorata di un insegnante universitario, fino a quando, a 25 anni, un incontro casuale con un vampiro l'ha cambiata. A causa della sua natura di vampiro, Simone fu costretta ad allontanarsi da tutto ciò che amava. Tentò di trovare il vampiro che l'aveva trasformata per distruggerlo in modo da poter morire in pace, ma questo era scomparso. Quando venne a conoscenza del Calice di Giuda, giurò di proteggerlo e aiutare i monaci che lo nascosero a New Orleans. Lo ha fatto per duecento anni. Simone mostra a Flynn un dipinto di 1000 anni che rappresenta la lotta della Biblioteca contro il Male. Mostra lo Studioso, il primo Bibliotecario, costruttore della Biblioteca. Lo scudo del Cavaliere/Studioso è decorato con l'Albero della Conoscenza. Il suo nome è Yahuda,  che secondo Flynn è il "nome ebraico per Judson".
Con l'aiuto di Andrew, Flynn e Simone raggiungono il Bayou dove ritrovano la nave pirata naufragata e all'ultimo luogo di riposo di Jean Lafitte, dove ritrovano anche il calice. Vengono nuovamente superati da Kubichek e dai suoi uomini, con Lazlo al seguito. Lasciano Flynn e Simone intrappolati a bordo. Simone è troppo debole per liberarsi perché non si è nutrita. Flynn usa il cannone di una nave per abbattere una delle porte. Una volta libero, Simone ruba la barca di Andre, abbandonando Flynn per il suo bene. Ferito ma determinato, torna sulla terraferma e trova il nascondiglio di Kubichek in un'antica villa creola.
Simone arriva nello stesso momento e vengono catturati. Kubichek esegue la cerimonia sul corpo di Vlad Dracula in mezzo a raffiche di vento e tuoni, senza alcun risultato. Ridendo, il professor Lazlo beve dal calice e si trasforma, mordendo Kubicheck: Lazlo si rivela essere il vero Vlad Dracula e anche il vampiro che ha trasformato Simone; la donna infatti l'aveva riconosciuto sulla nave (ragione per cui Simone si era allontanata da Flynn, per proteggerlo). Il suo handicap, tuttavia, non era una bugia: egli è stato contagiato durante la pandemia di colera del 1829; voleva infatti il calice per curarsi e riacquistare i suoi poteri. Durante il viaggio, Vlad si è nutrito degli scagnozzi di Ivan, trasformandoli in un nuovo esercito di vampiri, compreso lo stesso Kubichek.
Ivan ei suoi scagnozzi rimasti, Flynn e Simone combattono i vampiri. Flynn segue Vlad fuori per recuperare il calice. Ivan manda Simone dietro di loro e fa saltare in aria il nascondiglio con una granata, uccidendo i vampiri. mentre Simone e Vlad combattono, Flynn si imbatte letteralmente in un pioppo tremulo e inganna il troppo sicuro di sé Vlad facendolo avvicinare abbastanza per impalarlo. Il vampiro muore in una colonna di fuoco. Finalmente in pace, Simone chiede a Flynn di aiutarla a guardare un'ultima alba. Si salutano con un bacio e lei si dissolve dolcemente in una deriva di scintillii.
Flynn ricorda le parole di Simone sul vivere con scopo e passione e torna in Biblioteca per riprendere i suoi doveri. Dà a Charlene il primo pennarello su una corda. Comincia a leggere l'iscrizione ma invece le dice che dice "segui i tuoi sogni", il suo consiglio per lui. Dove ti ha portato il tuo sogno? lei chiede. A casa, risponde.
Judson non ammetterà a Flynn di essere lo studioso/cavaliere nel dipinto di Simone, Yahuda. Flynn accetta il suo destino come parte della lotta tra il bene e il male senza rimpianti. La telecamera si avvicina per mostrare la forma dell'Albero della Conoscenza visto nel dipinto di Simone, integrato nella Biblioteca.